# Canon EOS D2000
La Canon EOS D2000 (marchiata anche Kodak Professional DCS 520) è una reflex SLR da 2 megapixel sviluppata da Kodak sul corpo di una Canon EOS-1N. È stata messa in commercio nel marzo del 1998 sul mercato giapponese al costo di 1.980.000 yen. La Canon D2000 ha suscitato molti entusiasmi come prima vera reflex digitale usabile ed è stata seguita qualche mese dopo dalla Canon EOS D6000 (o anche Kodak DCS 560) da 6 megapixel.
Come il suo predecessore, la EOS DCS3, la D2000 utilizza un corpo EOS-1N con un dorso digitale Kodak. Il dorso digitale è stato completamente riprogettato per essere meglio integrato con il corpo ed è dotato di un sensore CCD APS-C con maggiore risoluzione, un secondo slot per schede PCMCIA, un'interfaccia con porta fire-wire IEEE 1394 che sostituisce quella SCSI ed uno schermo colorato per visualizzare le immagini scattate, una caratteristica che mancava nella DCS3 e nella superiore DCS1. Altri miglioramenti includono una velocità di scatto massima di 3,5 foto al secondo ed una batteria ricaricabile sostituibile.
La D2000 è stata l'ultima fotocamera marchiata Kodak/Canon, è stata venduta da Kodak fino alla fine del 2001., Successivamente, nello stesso anno, la Canon lancia la EOS-1D, prima SRL digitale professionale prodotta interamente da Canon.